# Мёдзин, Томокадзу
Томокадзу Мёдзин (яп. 明神 智和 Мё:дзин Томокадзу, род. 24 января 1978, Кобе) — японский футбольный полузащитник.

## Карьера
На протяжении своей футбольной карьеры выступал за клубы «Касива Рейсол», «Гамба Осака», «Нагоя Грампус» и «Нагано Парсейро».

## Национальная сборная
С 2000 по 2002 год сыграл за национальную сборную Японии 26 матчей, в которых забил 3 гола.

## Статистика за сборную
| Сборная Японии | Сборная Японии | Сборная Японии |
| Год            | Матчи          | Голы           |
| -------------- | -------------- | -------------- |
| 2000           | 9              | 2              |
| 2001           | 7              | 0              |
| 2002           | 10             | 1              |
| Итого          | 26             | 3              |

## Достижения

### Командные
- Джей-лиги; 2014
- Кубок Императора; 2008, 2009, 2014
- Кубок Джей-лиги; 1999, 2007, 2014
- Лига чемпионов АФК; 2008

### Сборная
- Кубка Азии; 2000

### Индивидуальные
- Включён в сборную Джей-лиги; 2000